# Robert de Salnove
 (juillet 2015).
Si vous disposez d'ouvrages ou d'articles de référence ou si vous connaissez des sites web de qualité traitant du thème abordé ici, merci de compléter l'article en donnant les références utiles à sa vérifiabilité et en les liant à la section « Notes et références ».
Robert de Salnove (né à Luçon vers la fin du XVIe siècle - mort vers 1670) était le fils de François de Salnove, écuyer, sieur de la Mongie et des Fossés-de-Luçon, sénéchal de la baronnie de Luçon, conseiller et écuyer de la duchesse de Bar (sœur de Henri IV) ainsi que maître des requêtes de son hôtel.
Robert de Salnove passa sa jeunesse dans les pages de Henri IV, puis dans ceux de Louis XIII. Il se fit remarquer de ce dernier, qui l'attacha en écuyer à Christine de France, duchesse de Savoie et sœur de Louis XIII. Il suivit cette princesse en Piémont.
En 1655, il écrivit La Vénerie royale, divisée en quatre parties, un traité de chasse qui le rendu célèbre de son vivant. Il vécut au hameau de Salnove, dans la paroisse de Bassevelle en Brie.